# Robert Abdesselam
Pour les articles homonymes, voir Abdesselam.
Robert Abdesselam, né le 27 janvier 1920 à El Biar (Algérie) et mort le 26 juillet 2006 à Paris, est un joueur de tennis, un avocat et un homme politique français.
Il est vice-président de la Fédération française de tennis de 1968 à 1974 puis de la Fédération internationale de tennis de 1975 à 1976 et joue un rôle important au moment de la fusion des circuits professionnel et amateur.

## Biographie

### Jeunesse et études
Robert Abdesselam est né d'un père kabyle, Mehana Abdesselam, avocat à la cour d'appel de Paris, et d'une mère française, Marguerite Tedeschi,, peintre renommé issu de la bourgeoisie parisienne. Il grandit à El-Biar et découvre le tennis, qui devient sa passion.
Il fait ses études secondaires au lycée d’Alger, puis au lycée Janson-de-Sailly à Paris. Il suit ensuite des cours à l'École libre des sciences politiques (Sciences Po) et obtient une licence en droit à la faculté de droit de Paris. Il continue parallèlement le tennis et devient l'un des meilleurs joueurs français. Il est champion de France junior à deux reprises en 1937 et 1938, puis champion de France par équipes (dans l'équipe du Racing Club de France) et champion du monde universitaire en 1939.

### Parcours professionnel
Durant la Seconde Guerre mondiale, alors qu'il atteint son meilleur niveau, il rejoint Alger en 1942 après le débarquement allié en Afrique du Nord. Il participe à la campagne d'Italie au sein du Corps expéditionnaire français du maréchal Juin. Il est cité plusieurs fois et obtient la croix de guerre 1939-1945 et la Bronze Star Medal américaine.
Lorsque la guerre se termine, sa carrière internationale de joueur peut reprendre. Il reste longtemps deuxième meilleur joueur français et est sélectionné quatorze fois en Coupe Davis de 1947 à 1953. Il atteint les huitièmes de finale en 1938 et 1947, puis les quarts de finale en 1949, des Internationaux de France (Roland Garros). En 1947 il est huitième de finaliste au Tournoi de Wimbledon. De 1946 à 1963, il est également avocat à la cour d’appel d’Alger.
En 1956, il décide de mettre un terme à sa carrière sportive et de se consacrer à la politique. Il est élu député d'Alger en 1958. Il milite alors pour le maintien d'une Algérie française, ce qui le coupe du gaullisme, et pour l'intégration, ce qui le coupe de l'OAS.
Le 5 mai 1960, considéré par les indépendantistes algériens comme un traitre, il est victime d'une tentative d'assassinat par arme à feu, Rue de la Faisanderie à Paris. L’agresseur, Larbi Lamraoui, est un militant du FLN. Le gardien de la paix chargé de la protection de Robert Abdesselam, Jean Parachay, 24 ans, est assassiné.

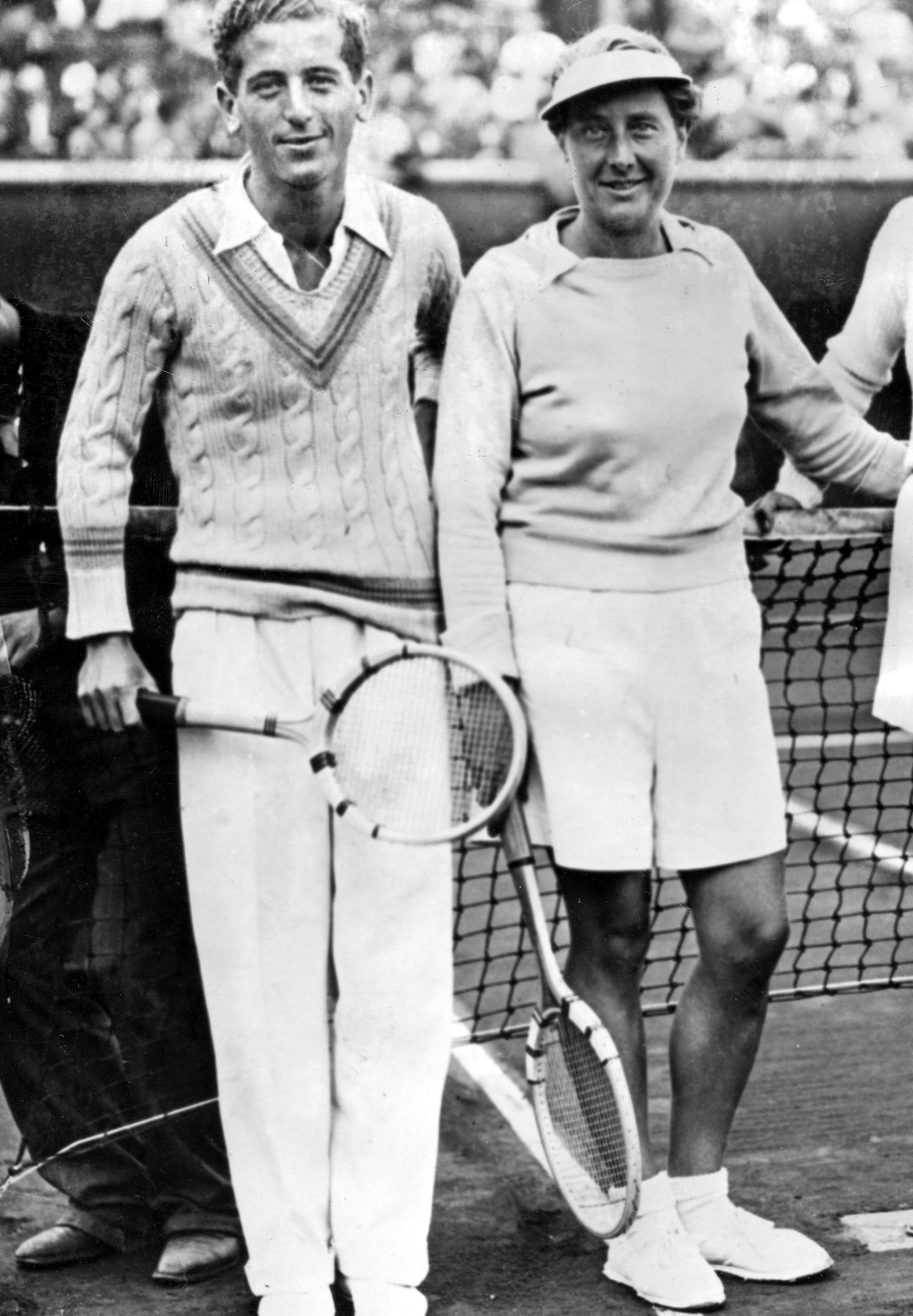
Les joueurs de tennis Robert Abdesselam et Alice Weiwers au tournoi de Paris.

Le 8 novembre 1961, Robert Abdesselam est l'un des 80 parlementaires qui votent « l'amendement Salan ». En mars 1962, il qualifie les accords d'Évian d'« inhumains, de déshonorants et d'indignes de notre pays ». La même année, il est cité comme témoin aux procès d’Edmond Jouhaud et de Raoul Salan.
Après l'indépendance de l'Algérie en 1962, Robert Abdesselam abandonne la politique pour se consacrer à sa profession d'avocat international. Il participe notamment au développement de la société Lacoste à l'étranger.
De 1968 à 1974, il est vice-président de la Fédération française de tennis puis, de 1975 à 1976, de la Fédération internationale de tennis. Il fut également président du Racing Club de France de 1959 à 1992 et  président de l’International Lawn Tennis Club de 1993 à 2004.
En 1998, il témoigne au procès de Maurice Papon qu'il avait rencontré au Maroc en 1948 lors d'un tournoi.
Il meurt à Paris le 26 juillet 2006 et ses obsèques ont lieu en la chapelle de l’École militaire.
Dans sa biographie de Robert Abdesselam, Michel Dreyfus décrit sa vie comme « plus captivante qu’un roman ».

## Distinctions
- Commandeur de la Légion d'honneur[8]
- Croix de Guerre 1939-1945 (3 citations)
- Commandeur du mérite sportif
- Bronze Star Medal, quatrième plus haute distinction américaine pour bravoure, héroïsme et mérite.

## Fondation Robert Abdesselam
En mémoire de Robert Abdesselam, la Fondation Robert Abdesselam a été créée, sous l'égide de la Fondation de France, le 22 janvier 2007. Elle a notamment pour objet d'aider les anciens champions de tennis dans leur projet de reconversion professionnelle et de décerner des Prix "Robert Abdesselam" récompensant des travaux de recherche sur la défense du droit des marques et sur les organisations internationales en faveur du maintien de la paix.